# Banana split

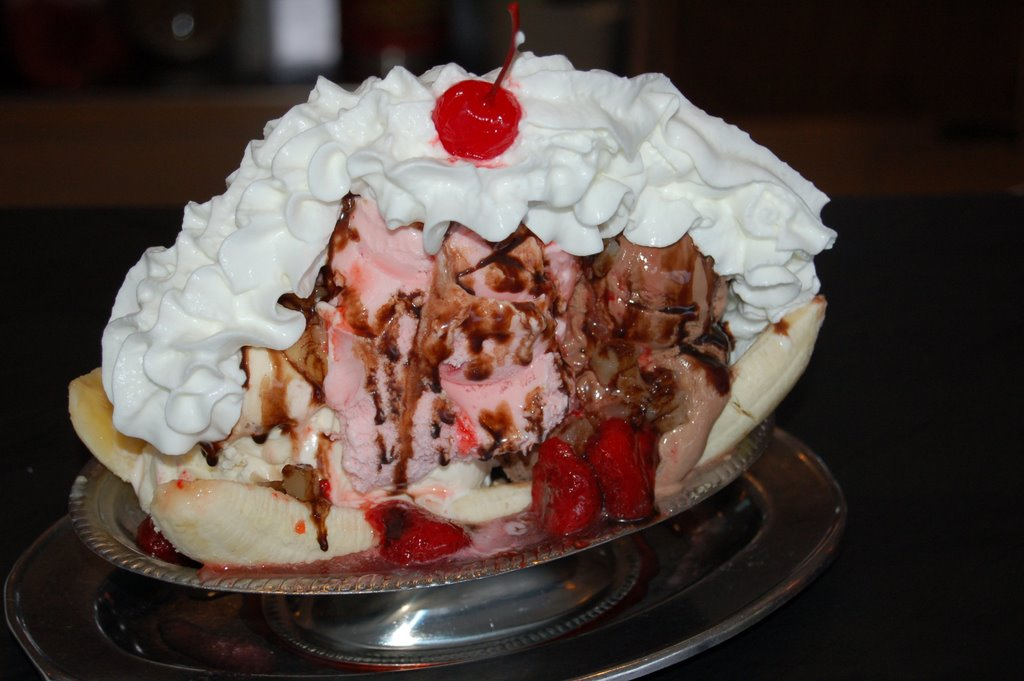
Exempel på en banana split.

Banana split är en dessert baserad på glass och banan. I sin klassiska form serveras den i en avlång skål som kallas "båt". En banan styckas i två på längden (därav "split" = delad) och läggs i skålen. En skopa vardera av vaniljglass, chokladglass och jordgubbsglass placeras i rad mellan banandelarna. Ananastopping skedas över vaniljglassen, chokladsås läggs över chokladglassen och jordgubbstopp över jordgubbsglassen. Den garneras med krossade nötter, vispgrädde och maraschinokörsbär.

## Historia
David Evans Strickler, en 23-årig farmaceutlärling i Tassels apotek i Latrobe, Pennsylvania, som hade uppfunnit "sundaes" i butikens sodasifon, uppfann den bananbaserade trippelglassen 1904. Originalglassen kostade 10 cents. Studenter vid det närbelägna colleget Saint Vincent College fick höra om glassen. Nyheter om glassen spreds sedan av studenter, genom korrespondens och vid konferenser. Strickler fortsatte och köpte ett apotek och kallade det "Strickler's Pharmacy". 2004 firade staden Latrobe 100-årsminnet av uppfinnandet av glassen banana split.
Ett eller två år senare, säger historikerna, kom en glassentreprenör från Boston med samma fruktglass, men med ett smärre fel; han serverade sin banana split med oskalade bananer, tills han upptäckte att damer föredrog dem skalade.
Ledande män i Wilmington, Ohio, hävdar att i deras stad, sydost om Dayton, föddes den populära desserten. År 1907 ville restaurangägaren Ernest Hazard locka studenter från Wilmington College. Han iscensatte en tävling för de anställda att komma fram med en ny glass. När ingen av hans anställda lyckades, delade han en banan på längden, lade den i en avlång tallrik och skapade sin egen efterrätt. Staden firar årligen minnet av händelsen med en Banana Split Festival i juni månad.
Städerna Latrobe, Pennsylvania och Wilmington, Ohio hävdar alla att de är platsen för den ursprungliga Banana Split, även om bara Wilmington faktiskt sponsrar en årlig Banana-Split-Festival. Det största problemet med att bestämma den faktiska historiska födelseplatsen för Banana Split ligger i den bristande dokumentationen. Strickler kan mycket väl ha serverat en bananbaserad fruktglass flera år innan Hazard, men få konkreta bevis finns för att bevisa påståendet utom rimligt tvivel. Ingen av de ursprungliga båt-formade glasskålar Strickler påstås ha beställt har överlevt. Intervjuer med både Strickler och Hazard har bara kunnat bekräfta grundläggande uppgifter om deras kreativa process, och är inte ett slutligt bevis för uppfinningen. Walgreens tillerkänns att ha spritt Banana Split. Charles Walgreen antog Banana Split som en lockande dessert i den kedja av drugstores han grundade i Chicago.